# Sergei Sergejewitsch Lomanow
Sergei Sergejewitsch Lomanow (russisch Сергей Сергеевич Ломанов; * 2. Juni 1980 in Krasnojarsk, Russische SFSR, Sowjetunion) ist ein russischer Bandyspieler und Sohn des früher ebenfalls in der Nationalmannschaft spielenden Sergei Lomanow (* 1957).
Lomanow spielte von 1997 bis 2005 und seit 2008 für HK Jenissei Krasnojarsk in Russland. Zwischen 2005 und 2008 spielte er für die Bandymannschaft von Dynamo Moskau. Während seiner Laufbahn gewann er mehrere russische Meisterschaften und auch zweimal den Weltcup für Vereinsmeisterschaften.
Bei seiner ersten Weltmeisterschaft 2001 in Schweden und Finnland erzielte er 16 Tore. Auch in der Folgezeit gehörte er zu den Top-Stürmern der Russen, erzielte er doch bei der Weltmeisterschaft 2006 18 Tore in 10 Spielen. Die Weltmeisterschaft gewann er bislang 2001, 2006, 2007, 2008, 2011, 2013 und 2014.